# Café des Phares

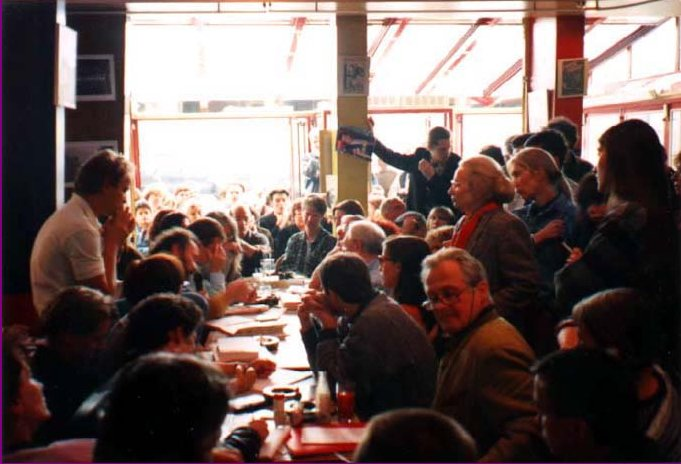
Marc Sautet au Cafe des Phares en 1994

Le Café des Phares est un café du 4e arrondissement de Paris situé place de la Bastille, connu pour être le premier café philosophique («café-philo») en France. Les séances, ouvertes à tous, ont lieu le dimanche. Elles ont été animées pendant plusieurs années par Marc Sautet, spécialiste de Nietzsche et fondateur du concept avec ses amis en 1992. 